# Advanta Championships of Philadelphia 1998
Advanta Championships of Philadelphia 1998 — тенісний турнір, що проходив на закритих кортах з килимовим покриттям Філадельфійського громадського центру у Філадельфії (Пенсільванія, США). Належав до турнірів 2-ї категорії в рамках Туру WTA 1998. Тривав з 9 до 15 листопада 1998 року. Штеффі Граф здобула титул в одиночному розряді і заробила 79 тис. доларів.

## Фінальна частина

### Одиночний розряд
Штеффі Граф —  Ліндсі Девенпорт 4–6, 6–3, 6–4
- Для Граф це був 3-й титул за сезон і 106-й — за кар'єру.

### Парний розряд
Олена Лиховцева /  Ай Суґіяма —  Моніка Селеш /  Наташа Звєрєва 7–5, 4–6, 6–2
- Для Лиховцевої це був 4-й титул за сезон і 6-й — за кар'єру. Для Суґіями це був 6-й титул за сезон і 10-й — за кар'єру.